# Federico Acosta
Federico Ezequiel Acosta Fasini (22 febbraio 2005) è un calciatore uruguaiano, centrocampista del Cerro.

## Carriera
Cresciuto nel settore giovanile del Defensor Sporting, l'8 gennaio 2025 è stato acquistato a titolo definitivo dal Cerro, club della prima divisione uruguaiana; ha debuttato in prima squadra l'8 marzo seguente nell'incontro di campionato vinto 2-1 contro lo Juventud.

## Statistiche

### Presenze e reti nei club
Statistiche aggiornate al 7 luglio 2025.
| Stagione        | Squadra         | Campionato      | Campionato | Campionato | Coppe nazionali | Coppe nazionali | Coppe nazionali | Coppe continentali | Coppe continentali | Coppe continentali | Altre coppe | Altre coppe | Altre coppe | Totale | Totale | Totale |
| Stagione        | Squadra         | Comp            | Pres       | Reti       | Comp            | Pres            | Reti            | Comp               | Pres               | Reti               | Comp        | Pres        | Reti        | Pres   | Reti   |        |
| --------------- | --------------- | --------------- | ---------- | ---------- | --------------- | --------------- | --------------- | ------------------ | ------------------ | ------------------ | ----------- | ----------- | ----------- | ------ | ------ | ------ |
| 2025            | Cerro           | PD              | 6          | 0          | CU              | 0               | 0               | -                  | -                  | -                  | -           | -           | -           | 6      | 0      |        |
| Totale carriera | Totale carriera | Totale carriera | 6          | 0          |                 | 0               | 0               |                    | 0                  | 0                  |             | -           | -           | 6      | 0      |        |